# Kommunalwahlen in Brasilien 2020
Kommunalwahlen in Brasilien im Jahr 2020 fanden am 15. November, dem Tag der Republik, statt, die Stichwahlen (dort, wo nötig) am 29. November 2020. Gewählt wurden die Bürgermeister, Vizebürgermeister und Stadträte in 5568 Gemeinden (Munizips) des Landes. Insgesamt waren 67.800 öffentliche Wahlämter zu besetzen. Landesweit wurden rund 95.000 Wahllokale eingerichtet. In 95 Gemeinden bestand die Möglichkeit einer Stichwahl, wenn kein Kandidat 50 % plus 1 Stimme erhält. Über 153 Millionen Brasilianer waren zur Wahl aufgerufen.
Der Wahlkalender sah unter anderem vor, dass zwischen dem 31. August und dem 16. September Parteitage zur Auswahl der Kandidaten stattfinden und dass der Wahlkampf der ersten Runde am 27. September beginnen sollte. Die kostenlose Radio- und Fernsehwerbung begann am 9. Oktober 2020. Ursprünglich hätten die Wahlen am 4. Oktober (erste Runde) und am 25. Oktober (zweite Runde) stattfinden sollen. Mit der Verschärfung der COVID-19-Pandemie in Brasilien wurden die Termine jedoch mit der Verkündung der Verfassungsänderung Nr. 107/2020 geändert.

## Wahlprozess
Von den 5570 Gemeinden des Landes wählen 5568 ihre örtlichen Vertreter alle vier Jahre aufgrund allgemeinen Wahlrechts in direkter und geheimer Wahl. Es herrscht im Allgemeinen Wahlpflicht, nur für Personen zwischen 16 und 18 Jahren sowie über 70 Jahren und Analphabeten ist die Wahl nicht verpflichtend. Der Wahlprozess wird von der Wahljustiz verwaltet, wobei das Tribunal Superior Eleitoral (TSE, deutsch Oberstes Wahlgericht) an der Spitze der Hierarchie steht. Im Jahr 2020 sollten 69.078 Positionen bei den Kommunalwahlen besetzt werden, davon 5568 Bürgermeister, 5568 Vizebürgermeister und 57.942 Ratsmitglieder (vereadores). In Brasília und Fernando de Noronha finden aufgrund ihres jeweiligen Status keine Gemeindewahlen statt. Die Stadträte bilden die Stadtkammern (câmaras municipais), die für die Ausübung der Gesetzgebungsbefugnis auf kommunaler Ebene verantwortlich sind. Sie werden durch proportionale Abstimmungen in einer offenen Liste gewählt. Die Anzahl der Stadträte richtet sich nach der Einwohnerzahl und reicht von 9 Vertretern in den  kleineren Gemeinden bis zu 55 Stadträten in São Paulo, der bevölkerungsreichsten Stadt des Landes.
Die Abstimmung für die erste Runde war für den 15. November 2020 in allen Gemeinden des Landes geplant. In 95 Städten mit mehr als 200.000 Wählern war für den 29. November 2020 eine Stichwahl geplant, wenn kein Kandidat in der ersten Wahlrunde 50 % + 1 Stimme erhält. Die Wahlwerbung in Radio und Fernsehen wird in der ersten Runde 35 Tage und in der zweiten 9 Tage dauern: vom 9. Oktober bis 12. November und vom 20. November bis 28. November. Der Start der Internetwerbung wurde auf den 27. September festgelegt, zusammen mit dem Start der Wahlkampagnen. Die Werbung für Wahlinhalte durch Kandidaten und Parteien im Internet wurde genehmigt.
Das Ausgabenlimit in jeder Gemeinde wurde vom TSE festgelegt, die die Werte der vorherigen Wahlen monetär aktualisierte. In São Paulo konnten Bürgermeisterkandidaten in der ersten Runde bis zu 51,7 Millionen Reais und in der zweiten bis zu 20,7 Millionen R$ ausgeben, während sonstige Kandidaten eine Obergrenze von 3,6 Millionen hatten. Die Kandidaten können ihre Wahlkampagnen legal auf drei Arten finanzieren: Selbstfinanzierung, begrenzt auf bis zu 10 % des maximal auszugebenden Betrags; aus einem Wahlfonds in Höhe von 2,034 Mrd. R$, aufgeteilt auf 33 politische Parteien, hauptsächlich nach der Anzahl der Bundesabgeordneten und Senatoren, die sie bei den allgemeinen Wahlen 2018 gewählt haben; und durch Spenden von Einzelpersonen.
Die Frist für die Einreichung von Anträgen auf Registrierung von Kandidaturen durch die Parteien endete am 26. September 2020. Ab diesem Datum wurden die Anträge an die Wahljustiz weitergeleitet, die für die Wahlzulassung zuständig ist. Das passive Wahlrecht haben Personen, die die brasilianische Staatsangehörigkeit besitzen, deren vollständige Ausübung der politischen Rechte nicht eingeschränkt ist und das Mindestalter von 18 Jahren für Kandidaten für die Stadträte und 21 Jahre für Kandidaten für die kommunale Exekutive erreicht haben.
Die Wahljustiz informiert über die registrierten Wahlvorschläge. Darin enthalten sind unter anderem folgende Daten: Grundlegende Identifikation (wie Name, Geburtsdatum, Geburtsort, Hautfarbe und Bildungsniveau), politische Partei, Wahlnummer, Status der Registrierung der Kandidatur, Erklärung des Vermögens, Auszug aus dem Strafregister und Websites, einschließlich Social Media.

## Gesellschaftlicher Kontext
Die Kommunalwahlen 2020 waren die ersten nach dem Aufstieg des Bolsonarismus, der dazu führte, dass Jair Bolsonaro 2018 zum Präsidenten der Republik gewählt wurde. Der Aufstieg des Bolsonarismus war Teil der konservativen Welle im Land und der als „Anti-Petismus“ bezeichneten Abnahme der Zustimmung zur Arbeiterpartei Partido dos Trabalhadores, die wiederum eine der Folgen der politischen und wirtschaftlichen Krise von 2014 war, die unter der Regierung Dilma Rousseff begann und sich unter der Regierung von Michel Temer verschlechterte. Die Folgen dieser Rechtsverschiebung waren bereits bei den Kommunalwahlen 2016 erkennbar. Bei diesen Wahlen waren der Sieg von Bischof Marcelo Crivella in Rio de Janeiro und des Geschäftsmanns João Doria in São Paulo sowie ein beträchtlicher Rückgang der von der Arbeiterpartei gewählten Bürgermeister zu verzeichnen, die am meisten unter der politischen Krise litten, wenn sie auch nicht die einzigen daran Beteiligten waren.
Das Jahr 2020 markiert den Eintritt der Generation Z in den Wahlkampf, wobei die jüngste Gruppe zwischen 18 und 20 Jahre alt ist, die Zahl der religiös motivierten Kandidaten (Kirchenvertreter) nimmt zu, ebenso die Zahl der Kandidaten, die sich bewaffnet präsentieren oder für Waffen aussprechen.

## Kandidatenzahl
| Kandidatenzahl der letzten Kommunalwahlen |           |             |
| Jahr                                      | Exekutive | Legislative |
| 2020                                      | 19.340    | 518.298     |
| 2016                                      | 16.565    | 463.372     |
| 2012                                      | 15.791    | 449.791     |
| 2008                                      | 15.617    | 349.767     |
| 2004                                      | 16.127    | 369.024     |
| Quelle: Tribunal Superior Eleitoral       |           |             |

## Wahlergebnisse nach Parteien

Karte brasilianischer Gemeinden

|  | 0% |  |  |
|  |    |  |  |

| Parteien        | Parteien                                              | Stimmen | Stimmen | Stimmen | Stadtpräfekten | Stadtpräfekten | Stadträte | Stadträte |
| Parteien        | Parteien                                              | Stimmen | %       | ±%      | Gesamt         | +/-            | Gesamt    | +/-       |
| --------------- | ----------------------------------------------------- | ------- | ------- | ------- | -------------- | -------------- | --------- | --------- |
|                 | Movimento Democrático Brasileiro (MDB)                |         |         |         |                |                |           |           |
|                 | Partido dos Trabalhadores (PT)                        |         |         |         |                |                |           |           |
|                 | Partido da Social Democracia Brasileira (PSDB)        |         |         |         |                |                |           |           |
|                 | Progressistas (PP)                                    |         |         |         |                |                |           |           |
|                 | Partido Democrático Trabalhista (PDT)                 |         |         |         |                |                |           |           |
|                 | Partido Trabalhista Brasileiro (PTB)                  |         |         |         |                |                |           |           |
|                 | Democratas (DEM)                                      |         |         |         |                |                |           |           |
|                 | Partido Liberal (PL)                                  |         |         |         |                |                |           |           |
|                 | Partido Socialista Brasileiro (PSB)                   |         |         |         |                |                |           |           |
|                 | Republicanos                                          |         |         |         |                |                |           |           |
|                 | Cidadania                                             |         |         |         |                |                |           |           |
|                 | Partido Social Liberal (PSL)                          |         |         |         |                |                |           |           |
|                 | Partido Social Cristão (PSC)                          |         |         |         |                |                |           |           |
|                 | Partido Comunista do Brasil (PCdoB)                   |         |         |         |                |                |           |           |
|                 | Podemos (PODE)                                        |         |         |         |                |                |           |           |
|                 | Partido Social Democrático (PSD)                      |         |         |         |                |                |           |           |
|                 | Partido Verde (PV)                                    |         |         |         |                |                |           |           |
|                 | Patriota                                              |         |         |         |                |                |           |           |
|                 | Solidariedade                                         |         |         |         |                |                |           |           |
|                 | Partido da Mobilização Nacional (PMN)                 |         |         |         |                |                |           |           |
|                 | Avante                                                |         |         |         |                |                |           |           |
|                 | Partido Trabalhista Cristão (PTC)                     |         |         |         |                |                |           |           |
|                 | Partido Socialismo e Liberdade (PSOL)                 |         |         |         |                |                |           |           |
|                 | Democracia Cristã (DC)                                |         |         |         |                |                |           |           |
|                 | Partido Renovador Trabalhista Brasileiro (PRTB)       |         |         |         |                |                |           |           |
|                 | Partido Republicano da Ordem Social (PROS)            |         |         |         |                |                |           |           |
|                 | Partido da Mulher Brasileira (PMB)                    |         |         |         |                |                |           |           |
|                 | Partido Novo (NOVO)                                   |         |         |         |                |                |           |           |
|                 | Rede Sustentabilidade (REDE)                          |         |         |         |                |                |           |           |
|                 | Partido Socialista dos Trabalhadores Unificado (PSTU) |         |         |         |                |                |           |           |
|                 | Partido Comunista Brasileiro (PCB)                    |         |         |         |                |                |           |           |
|                 | Partido da Causa Operária (PCO)                       |         |         |         |                |                |           |           |
|                 | Unidade Popular (UP)                                  |         |         |         |                |                |           |           |
|                 |                                                       |         |         |         |                |                |           |           |
| Gültige Stimmen | Gültige Stimmen                                       |         | 100 %   |         | 5.570          |                | 56.810    |           |
|                 |                                                       |         |         |         |                |                |           |           |
| Leere Stimmen   |                                                       |         |         |         |                |                |           |           |
| Nullstimmen     |                                                       |         |         |         |                |                |           |           |
|                 |                                                       |         |         |         |                |                |           |           |
| Gesamt          |                                                       |         |         |         |                |                |           |           |
|                 |                                                       |         |         |         |                |                |           |           |
| Nichtwähler     |                                                       |         |         |         |                |                |           |           |
|                 |                                                       |         |         |         |                |                |           |           |
| Wähler          |                                                       |         |         |         |                |                |           |           |

## Wahlergebnisse der Hauptstädte der Bundesstaaten
Laut Ergebnissen vom 16. November und 29. November 2020:
| Hauptstadt          | Name                            | Partei    | Stimmen | Stichwahl |
| ------------------- | ------------------------------- | --------- | ------- | --------- |
| Aracaju (SE)        | Edvaldo Nogueira                | PDT       |         | ja        |
| Belém (PA)          | Edmilson Rodrigues              | PSOL      |         | ja        |
| Belo Horizonte (MG) | Alexandre Kalil                 | PSD       | 63,39 % | nein      |
| Boa Vista (RR)      | Arthur Henrique Brandão Machado | MDB       |         | ja        |
| Campo Grande (MS)   | Marquinhos Trad                 | PSC       | 52,58 % | nein      |
| Cuiabá (MT)         | Emanuel Pinheiro                | MDB       |         | ja        |
| Curitiba (PR)       | Rafael Greca                    | DEM       | 59,74 % | nein      |
| Florianópolis (SC)  | Gean Loureiro                   | DEM       | 53,46 % | nein      |
| Fortaleza (CE)      | José Sarto                      | PDT       |         | ja        |
| Goiânia (GO)        | Maguito Vilela                  | MDB       |         | ja        |
| João Pessoa (PB)    | Cícero Lucena                   | PP        |         | ja        |
| Macapá (AP)**       | Antônio Furlan                  | Cidadania | 55,67 % | ja        |
| Maceió (AL)         | João Henrique Caldas            | PSB       |         | ja        |
| Manaus (AM)         | David Almeida                   | Avante    | %       | ja        |
| Natal (RN)          | Álvaro Costa Dias               | PSDB      | 56,58 % | nein      |
| Palmas (TO)         | Cinthia Ribeiro                 | PSDB      | 36,24 % | nein      |
| Porto Alegre (RS)   | Sebastião Melo                  | MDB       |         | ja        |
| Porto Velho (RO)    | Hildon Chaves                   | PSDB      |         | ja        |
| Recife (PE)         | João Henrique Campos            | PSB       |         | ja        |
| Rio Branco (AC)     | Tião Bocalom                    | PP        |         | ja        |
| Rio de Janeiro (RJ) | Eduardo Paes                    | DEM       |         | ja        |
| Salvador (BA)       | Bruno Soares Reis               | DEM       | 64,20 % | nein      |
| São Luís (MA)       | Eduardo Braide                  | PODE      |         | ja        |
| São Paulo (SP)      | Bruno Covas                     | PSDB      |         | ja        |
| Teresina (PI)       | José Pessoa Leal                | MDB       |         | ja        |
| Vitória (ES)        | Lorenzo Pazolini                | REP       |         | ja        |

* Wiedergewählte farbig unterlegt

** Durch Stromausfall musste die Wahl in Macapá auf den 6. und 20. Dezember 2020 verschoben werden.